# 奧多耶夫區

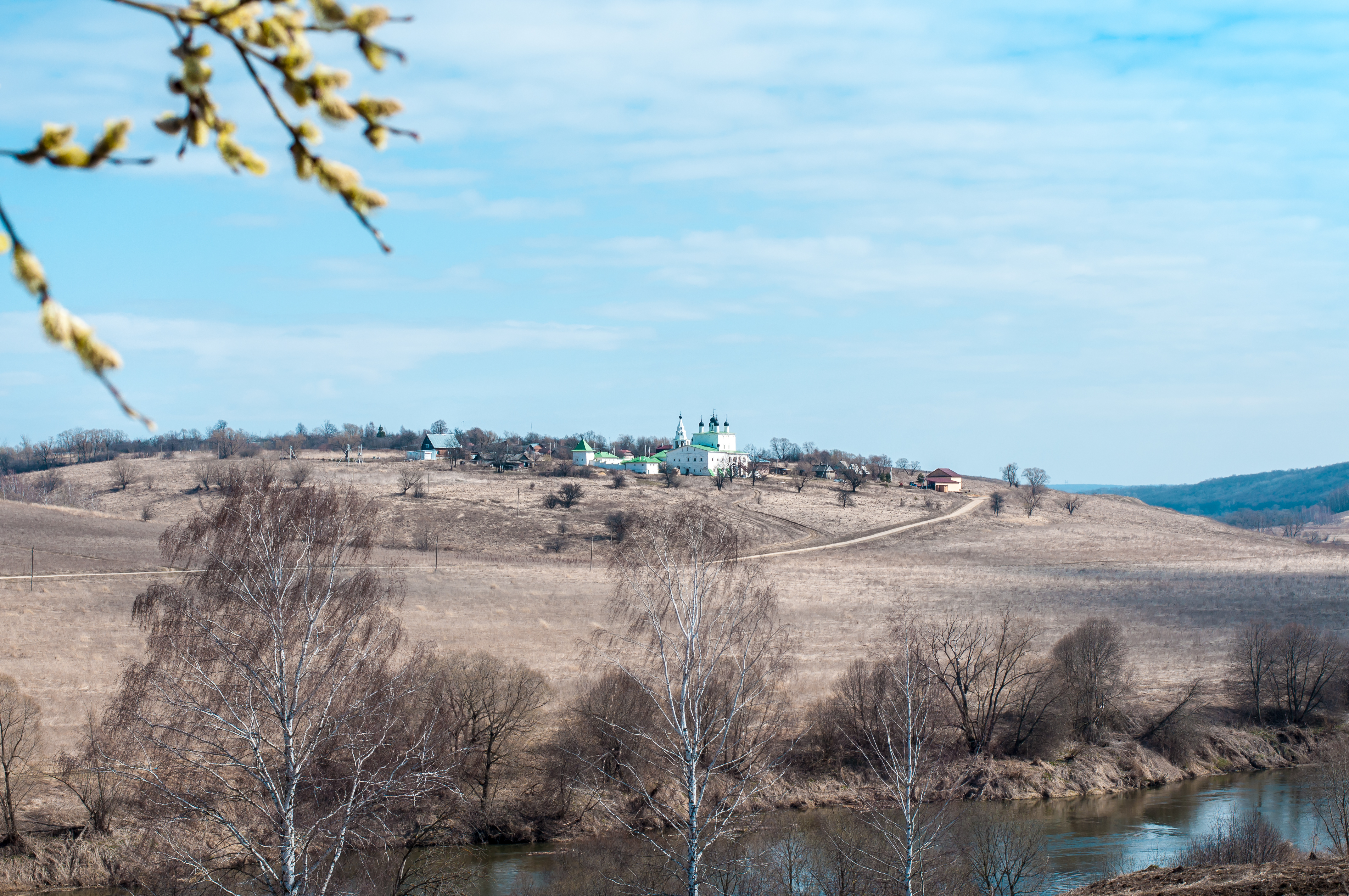

53°56′32″N 36°41′59″E / 53.94222°N 36.69972°E
奧多耶夫區（俄语：Одоевский район），是俄羅斯的一個區，位於該國西部，由圖拉州負責管轄，面積1,182平方公里，2010年該區人口13,184，人口密度每平方公里11.15人。